# Jean-Charles Besnard
Pour les articles homonymes, voir Besnard.
Jean-Charles Besnard est un homme politique français né le 23 novembre 1802 à Vire (Calvados) et mort le 8 mai 1849 à Paris.
Agent d'affaires à Vire, il est sous-commissaire de la République en 1848. Il est député du Calvados de 1848 à 1849, siégeant à droite.

## Sources
- « Jean-Charles Besnard », dans Adolphe Robert et Gaston Cougny, Dictionnaire des parlementaires français, Edgar Bourloton, 1889-1891 [détail de l’édition]